# Fournier (prénom)
Pour les articles homonymes, voir Fournier.
Cette page présente le prénom Fournier ainsi que ses variantes.
Fournier est un prénom français extrêmement rare.  

## Étymologie
Le prénom Fournier vient probablement du patronyme Fournier qui vient lui-même du latin furnus, qui désigne celui qui tient le four à pain, le boulanger.

## Popularité
Fournier est un prénom extrêmement rare.

## Personnalités portant ce prénom
- Pour les articles sur les personnes portant ce prénom, consulter la liste générée automatiquement.